# Maaspoort ('s-Hertogenbosch)

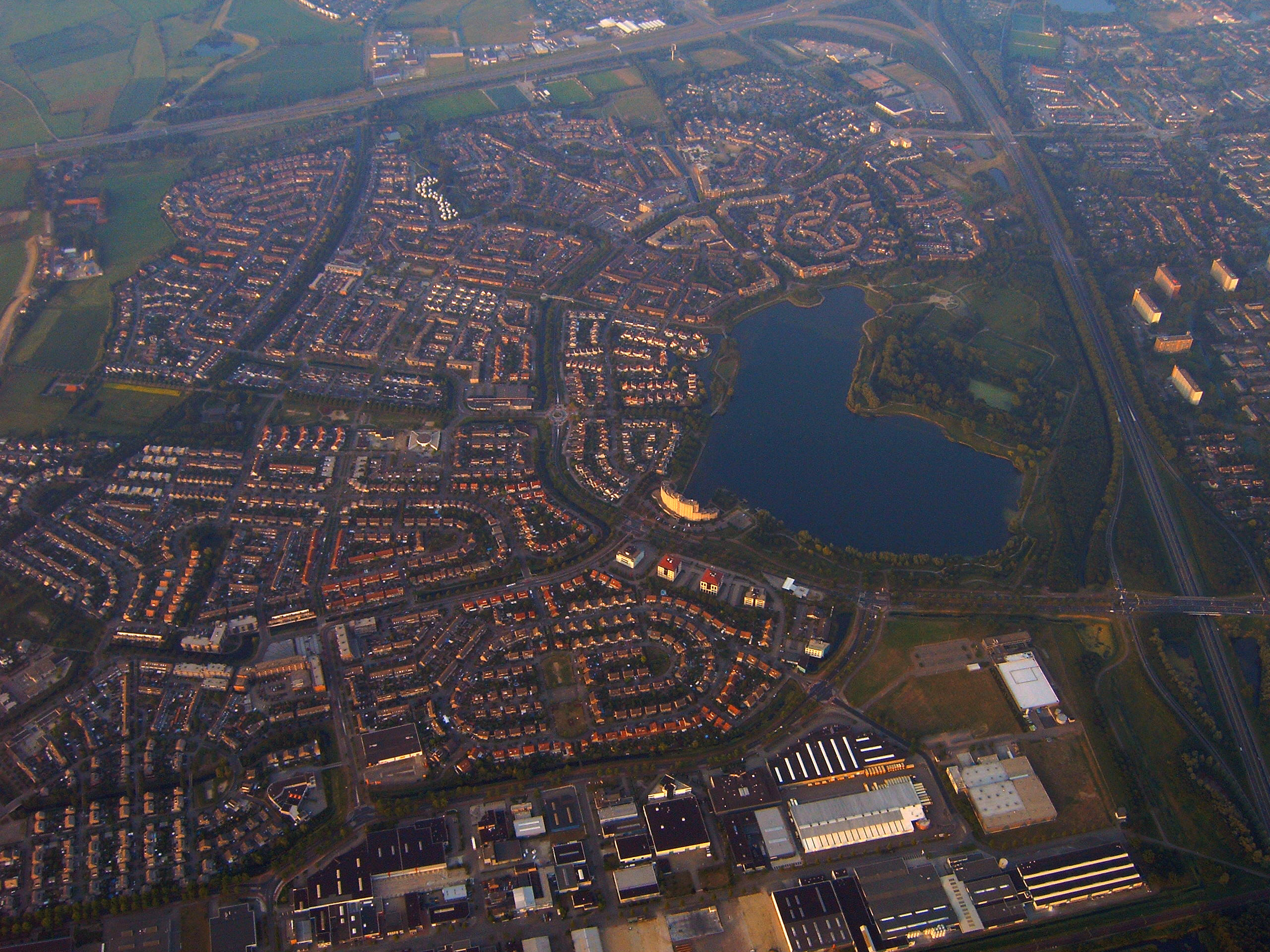
Maaspoort luchtfoto

Maaspoort is een wijk en stadsdeel van de gemeente 's-Hertogenbosch, in de Nederlandse provincie Noord-Brabant. De wijk ligt ten noorden van de A59. Tot het stadsdeel horen de volgende buurten: de Italiaanse buurt, Maasdal, Adijenbuurt, Lokeren, Maasstroom, de Staatsliedenbuurt, het Zilverpark, Maasvallei, Maasoever, bedrijventerrein Maaspoort, bedrijventerrein Treurenburg en Oud Empel. Maaspoort ontleent zijn naam aan de ten noorden ervan stromende rivier de Maas. Het stadsdeel herbergt ca. 16.150 inwoners.

## Wonen
De bouw van de wijk is gestart in 1977 en kenmerkt zich door verschillende architectuurstijlen. Er is laagbouw en hoogbouw. De gemeente 's-Hertogenbosch wilde ook experimentele woningen in de wijk. Een voorbeeld daarvan zijn de bolwoningen. De bebouwing grenst aan de Maasdijk. Nabij de Hedelse brug en truckerscafé Treurenburg is de Maasboulevard die over de dijk loopt en rond 2000 is aangelegd. De Maasboulevard is ruim 500 meter lang en bestaat uit appartementenflats in het duurdere segment.

## Natuur
Bij Maaspoort bevindt zich in het Burgemeester van Zwietenpark de Noorderplas, met de daarbij gelegen Eendenkooi Maaspoort. Deze dateert van 1672 en heeft tot in de Tweede Wereldoorlog dienst gedaan. Hij wordt niet meer als eendenkooi gebruikt, maar wel door vrijwilligers in stand gehouden en is bij rondleidingen te bezoeken.  
Door de ligging aan de Maas en de als natuurgebied beschermde uiterwaarden heeft Maaspoort bijzondere flora en fauna in de nabijheid. In de wijk worden met name 's avonds observaties van vossen, bevers, reeën, dassen, hazen en konijnen gedaan. Vossen en reeën zijn zelfs op straat gezien. In de herfst van 2021 heeft een vanuit Duitsland door Nederland zwervende wolf de wijk aangedaan. Hij is verder getrokken naar de vlakbij gelegen dorpen Engelen en Bokhoven en heeft daar tientallen schapen doodgebeten.

## Sport en ontspanning
In de wijk staat sporthal Maaspoort Sports & Events, waar Heroes Den Bosch de thuiswedstrijden spelen.

## Station
Er waren plannen om een spoorwegstation Maaspoort te realiseren. Al bij het ontwerp van de wijk is daar rekening gehouden, maar een procedure is nooit gestart.